# Torkjell Rød

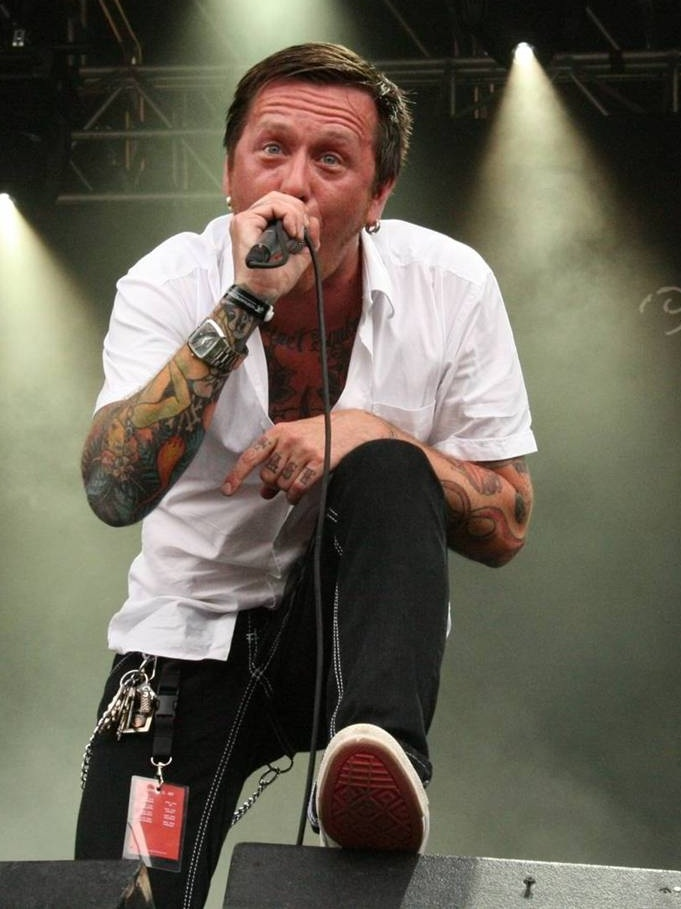
Torkjell Rød live 2008

Torkjell „Toschie“ Rød (* 1971 in Stavanger) ist ein norwegischer Sänger und Illustrator. Er singt in der Band Audrey Horne und war zuvor Sänger bei Locomotive Gangbang und Sylvia Wane.

## Werdegang
Der Sohn eines Musiker versuchte sich zunächst als Bassist und wechselte später zum Gesang. Seine Musikerkarriere startete er in den frühen 1990er Jahren mit der Band Locomotive Gangbang. Mit dieser Band gewann er im Jahre 1992 das Kronstadfestivalen. Das Lied Revolution Rhyme auf dem Sampler 1992 blieb die einzige Veröffentlichung der Band. Danach sang er für die Band Sylvia Wane, die mit I Touch Myself eine Single in Eigenregie herausgebracht haben. Im Jahre 2002 schloss sich Rød der Hard-Rock-Band Audrey Horne an. Mit Audrey Horne veröffentlichte Rød sechs Studioalben, von denen das Debütalbum No Hay Banda im Jahre 2005 mit dem Spellemannprisen ausgezeichnet wurde.
Im Jahre 2008 trat er bei dem Lied From Conscious Sleep der Band Sahg als Gastsänger auf. Ein Jahr später nahm er an der Unterhaltungssendung Det Store Korslaget des norwegischen TV-Senders TV 2 auf, bei der norwegische Prominente einen Chor zusammenstellen und anleiten, die dann gegeneinander antreten. Røds Chor belegte dabei den vorletzten Platz. Rød studierte an der Kunsthochschule in Bergen. Darüber hinaus illustriert Rød Albencover, unter anderem auch für seine eigene Band und ist als Zeichner für Tageszeitungen aktiv. Hauptberuflich betreibt er in Bergen das Tätowierstudio Let’s Buzz. Torkjell Rød ist verheiratet und hat zwei Töchter. Torkjell Rød ist auch als Tätowierer tätig.
Zu seinen musikalischen Vorbildern gehörten früher klassische Rocksänger wie David Coverdale (Whitesnake), Tony Harnell (TNT) oder Sebastian Bach (Skid Row). Als in den frühen 1990er Jahren Grunge und Sänger wie Eddie Vedder (Pearl Jam) oder Layne Staley (Alice in Chains) auftauchten machte Rød dies nach eigener Aussage als Sänger selbstbewusster, da es „eher auf Emotionen als auf Technik ankommen würde“.

## Diskografie
mit Audrey Horne
als Gastmusiker
- 2008: Sahg – From Conscious Sleep auf dem Album II